# Морлаб 2020
«МорЛаб 2020» (англ. Sealab 2020) — недолго просуществовавший американский телевизионный мультсериал, произведенный студией Hanna-Barbera.
Сериал был о подводной исследовательской базе и имел экологическую тематику. Показ начался на NBC в 1972 и был отменен после экранизирования только тринадцати из шестнадцати получасовых эпизодов. Сериал до сих пор не был выпущен на DVD. Компания Milton Bradley выпустила настольную игру на основе сериала.
Позднее мультсериал был переиздан и озвучен новыми голосами, чтобы сформировать комедийный сериал «Морлаб 2021», который передавали на Adult Swim.

## Озвучка
В оригинале сериал озвучивали:
- Доктор Пол Вильямс — Росс Мартин
- Капитан Майкл Мёрфи — Джон Стефенсон
- Роберт Мёрфи — Джош Элби
- Салли Мёрфи — Памелин Фердин
- Лейтенант Спаркс — Вильям Каллэвэй
- Хэл — Джерри Декстер
- Гэйл — Энн Джиллиан
- Эд — Рон Пикард
- Миссис Томас — Ольга Джеймс
- Джэми — Гэри Шапиро

## Эпизоды
SL-1. Угроза на глубине (9/9/1972)
SL-2. Потерянные (9/16/1972)
SL-3. Зелёная лихорадка (9/23/1972)
SL-4. Поющий кит (9/30/1972)
SL-5. Любитель акул (10/7/1972)
SL-6. Греющаяся акула (10/14/1972)
SL-7. Где много опасностей (10/21/1972)
SL-8. Обратная вспышка (10/28/1972)
SL-9. Самое глубокое погружение (11/4/1972)
SL-10. Проблема (11/11/1972)
SL-11. Столкновение Водолея (11/18/1972)
SL-12. Захват (11/25/1972)
SL-13. Арктическая история (12/2/1972)

## Не показанные эпизоды
- «Пилот»
- «S.O.S.: Sealab Ocean Signal»
- «Утопия Кэссиди»